# Eduard Bagrițki
Eduard Gheorghievici Bagrițki (în rusă: Эдуа́рд Гео́ргиевич Багри́цкий, pe numele adevărat: Eduard Georgievici Dziubin) (n. 3 noiembrie  [S.V. 22 octombrie] 1868 – d. 16 februarie 1934) a fost un poet, traducător și dramaturg rus care a aparținut grupării literare Constructivism.
Lirica sa se caracterizează prin suflul romantic, revoluționar și prin simplitatea expresiei.
O parte din poeziile sale au fost traduse și în română.

## Opera
- 1926: Cântare pentru Opanas ("Дума про Опанаса"), cea mai însemnată operă a sa, evocare a unui episod din războiul civil din Ucraina;
- 1932: Învingătorii ("Победители");
- 1932: Ultima noapte ("Последнaиa нoч").